# František Eusebius z Pöttingu
František Eusebius hrabě z Pöttingu a Persingu (10. prosince 1627 – 29. prosince 1678) byl rakouský šlechtic ze starobylého rodu Pöttingů. Kariéru začal jako vysoký zemský úředník v Čechách, poté byl významným diplomatem v habsburských službách, nakonec zastával vysoké posty u císařského dvora ve Vídni. Proslul jako mecenáš umění a sběratel knih, byl též rytířem Řádu zlatého rouna. Mimo jiné vlastnil rozsáhlé statky v severních Čechách (panství Rumburk, Varnsdorf), v Praze nechal postavit letohrádek dodnes zvaný Petynka.

## Počátek kariéry v Čechách

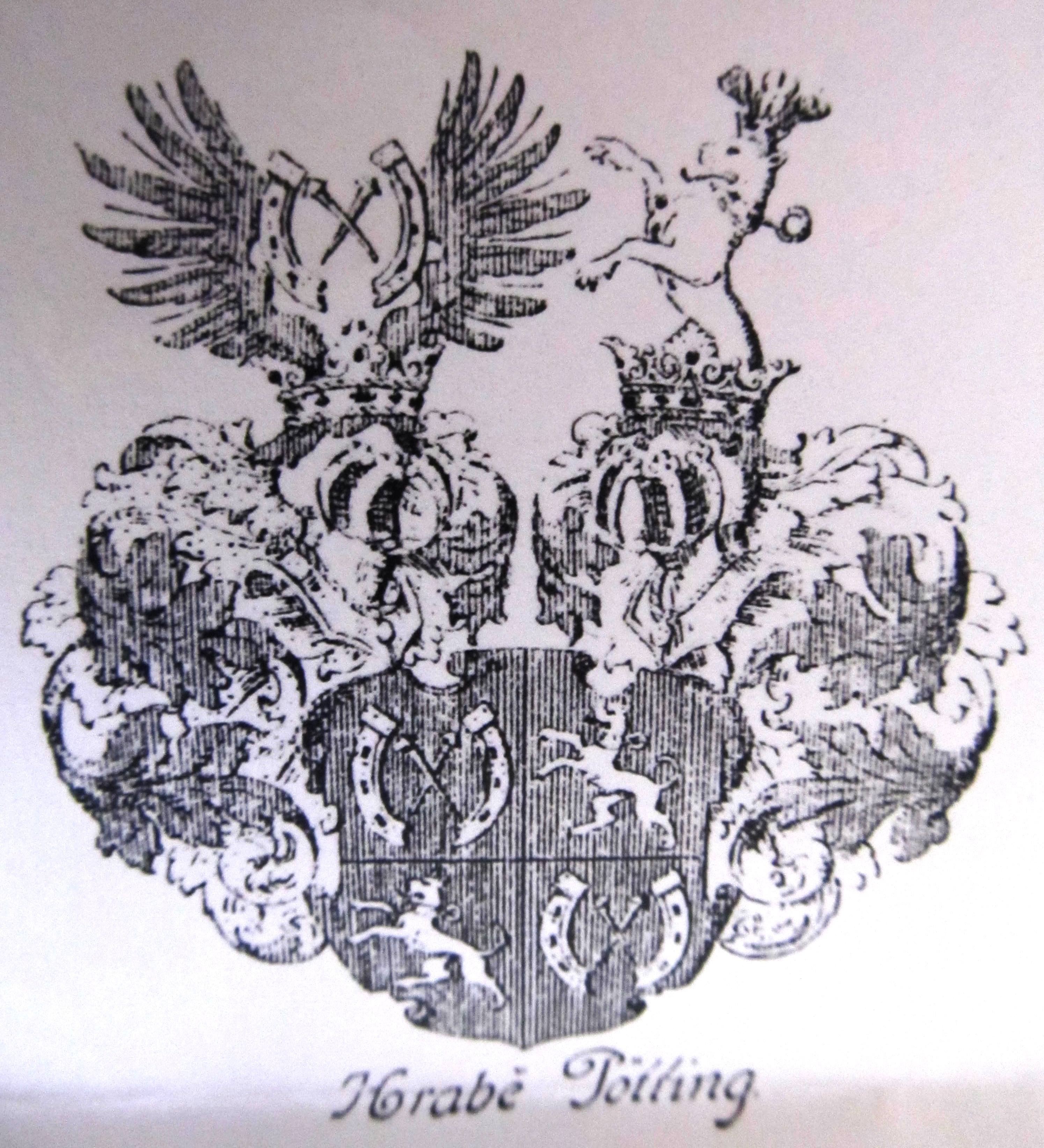
Rodový erb Pöttingů z Persingu

Jeho rodiči byli Bedřich Pötting z Persingu (1577–1642) a Kunhuta Eliška ze Šternberka (1578–1631). Studoval v Lovani, díky matce měl blízké vazby na českou šlechtu a ve velmi mladém věku se uplatnil ve správě Českého království. Od roku 1647 byl radou apelačního soudu, v letech 1649–1664 byl místokancléřem Českého království. Mezitím získal hodnost císařského komořího (1650) a tajného rady (1660), v letech 1650 a 1660 byl císařským komisařem na českém zemském sněmu.

## Vyslanec ve Španělsku
V letech 1663–1674 byl císařským vyslancem v Madridu, kde měl s ohledem na příbuzenské vztahy rakouských a španělských Habsburků důležitou úlohu, již v roce 1663 obdržel Řád zlatého rouna, krátce poté pomáhal zorganizovat sňatek španělské infantky Markéty Terezie s Leopoldem I. Ve Španělsku mimo jiné usnadnil přístup ke dvoru mladým šlechticům z habsburské monarchie na kavalírských cestách (Filip Zikmund z Ditrichštejna). I ze Španělska sledoval dění u vídeňského dvora a své postavení udržoval i za pomoci intrik, podporoval především svého švagra Ferdinand z Ditrichštejna. Pöttingův deník z té doby je dodnes důležitým pramenem i pro španělské historiky a byl vydán knižně. Post vyslance ve Španělsku byl velmi prestižní a Pötting se stal plnohodnotným členem španělského královského dvora a účastníkem společenských událostí. Přestože z Vídně pobíral paušální plat ve výši 34 000 zlatých, náklady na reprezentaci i jeho umělecké zájmy jej postupně přivedly do finančních nesnází. Kromě toho postupem doby cítil potřebu být blíž císařskému dvoru, takže v dubnu 1674 Španělsko opustil a vrátil se do Vídně.
Již v roce 1671 byl jmenován nejvyšším maršálkem císařského dvora, tehdy ale ještě pobýval ve Španělsku a v jeho nepřítomnosti jej zastupoval Ferdinand Bonaventura z Harrachu, fakticky se této funkce ujal až po návratu z Madridu v roce 1674.

## Rodinné a majetkové poměry

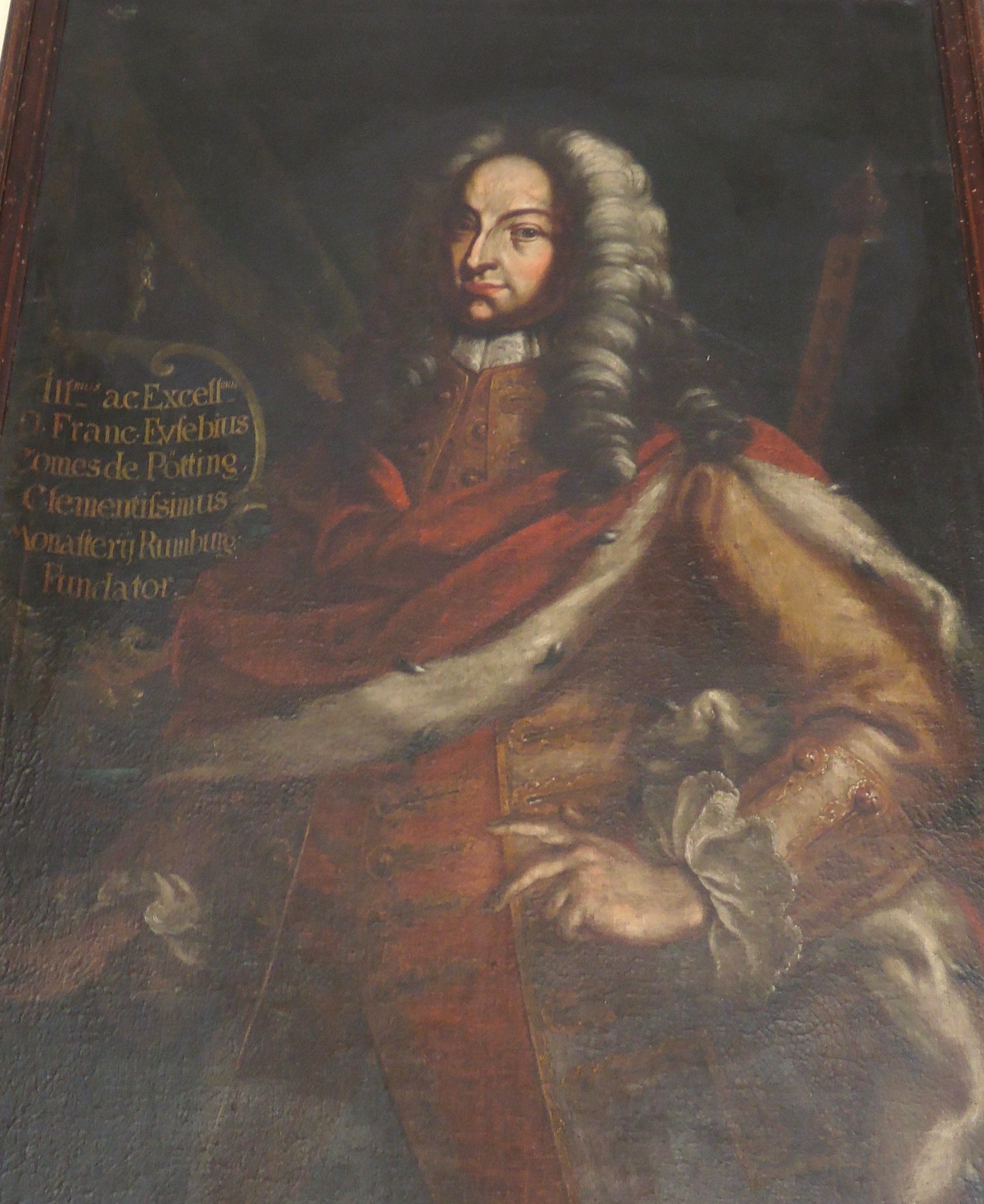
Portrét Františka Eusebia z Pöttingu, Rumburk

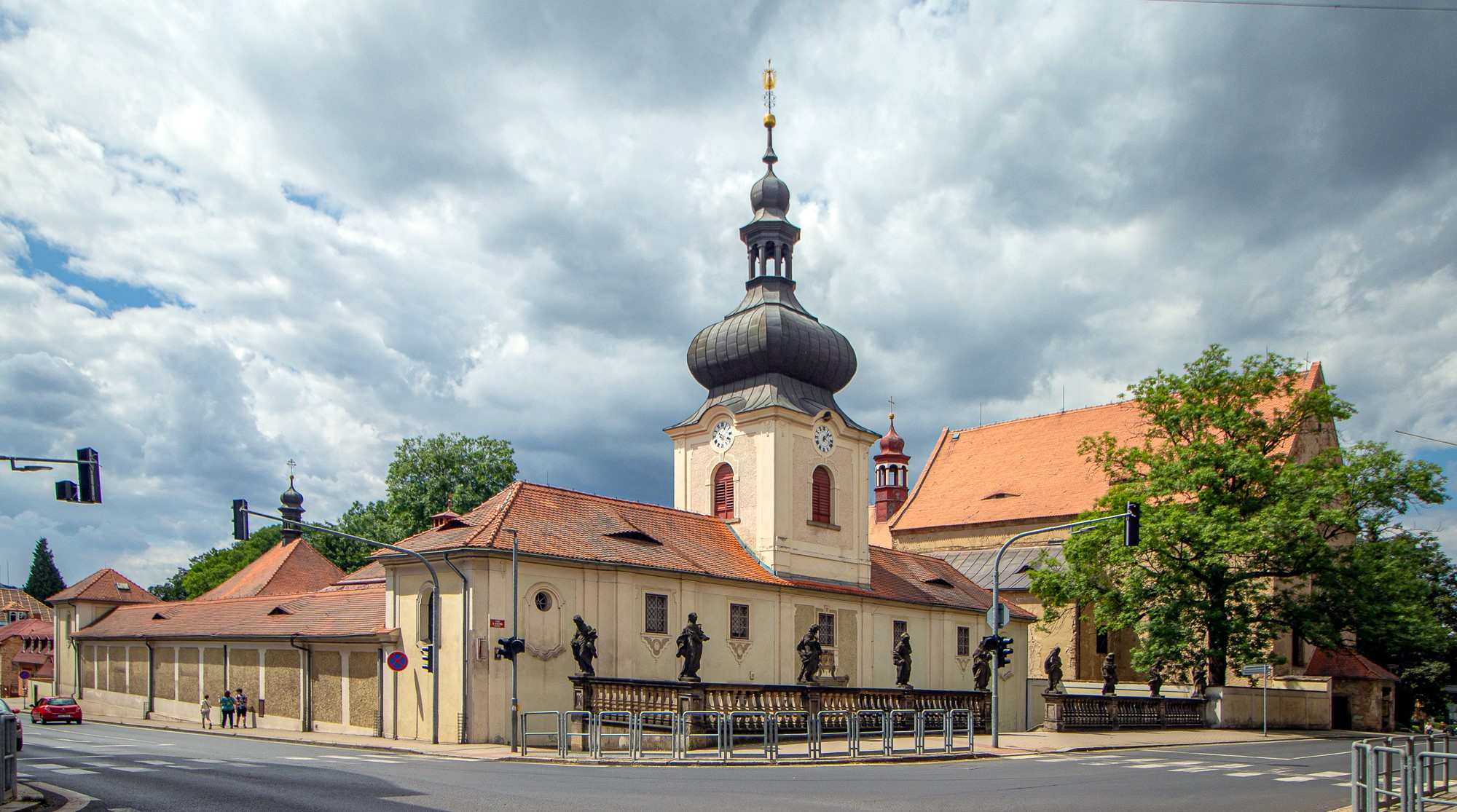
Kapucínský klášter v Rumburku s kostelem sv. Vavřince, v popředí Loreta

Poprvé se oženil v roce 1650 s Marií Margaretou Löblovou (†1658), dcerou dvorního rady a plukovníka vídeňské městské gardy Jana Kryštofa Löbla. Marie Margareta byla se svými sestrami spoludědičkou panství Rumburk a Varnsdorf s hradem Tolštejnem. Pötting skoupil za 92 000 zlatých podíly manželčiných sester a od roku 1656 byl samostatným majitelem Rumburku. Český inkolát obdržel již v roce 1652. V roce 1653 dostal darem od císaře Ferdinanda III. panství Miličín na Benešovsku, které jeho dědic, rada dvorské komory Jan Šebestián z Pöttingu († 1687) roku 1681 zase prodal, ale koupil jiné statky. 
Vlastnil také pozemky v Praze a v Břevnově. Po roce 1650 si tam dal postavit letohrádek, který po něm dodnes nese jméno Petynka.
V roce 1662 s podporou císařovny Eleonory uzavřel druhý sňatek s Marií Žofií z Ditrichštejna (1652–1711), nejmladší dcerou knížete Maxmiliána z Ditrichštejna. Z tohoto manželství pocházely dvě děti, obě ale zemřely v kojeneckém věku. Po ovdovění se Marie Žofie v roce 1681 podruhé provdala, a to za Václava Ferdinanda z Lobkovic (1654–1697).

## Mecenáš umění a sběratel knih
Byl vzdělaným aristokratem se širokým spektrem zájmů a proslul především jako sběratel knih. Ve Španělsku za vlastní peníze i na náklady Leopolda I. soustředil unikátní sbírku knih. Z pozůstalosti markýze Cábregy zemřelého v roce 1671 zakoupil jeho knihovnu, která dodnes tvoří základ španělského knižního fondu Rakouské národní knihovny (jde o 5 000 svazků a řadu vzácných rukopisů). Pöttingova osobní sbírka knih byla po jeho smrti rozptýlena, většina ale zůstala v majetku rodu až do 19. století, řada vzácných exemplářů se dnes nachází například ve strahovské knihovně, knihovně Národního muzea nebo Národní knihovně. Výjimečně se některé knihy dostaly do Rakouské národní knihovny, ale také do Velké Británie nebo Kanady.
V Rumburku založil kapucínský klášter s Loretánskou kaplí a inicioval stavbu klášterního kostela sv. Vavřince. Celý stavební komplex byl dokončen až po jeho smrti. V nově vybudovaném klášteře byl vyčleněn prostor pro uložení knižní sbírky ze Španělska, k němuž nakonec již nedošlo. Mimo to byl hrabě také donátorem jedné kaple na poutní cestě ze Staré Boleslavi do Prahy.

## Zajímavosti
V roce 1652 uprchla z rumburského panství většina luterského obyvatelstva do sousední Lužice. V roce 1656 získal toto panství hrabě František z Pöttingu, který zároveň vlastnil i pozemky na opačné straně hranice. Se svolením kurfiřta Jana Jiřího I. Saského dal vyhledat poddané uprchlé z rumburského panství, dal pro ně postavit malé domky v gersdorfském lese a dál mu museli sloužit i jako luteráni z Lužice. Tímto činem prokázal určitou náboženskou toleranci a zasloužil se o založení města Neugersdorf.